# Crveni Breg (Bela Palanka)
Crveni Breg (em cirílico: Црвени Брег) é uma vila da Sérvia localizada no município de Bela Palanka, pertencente ao distrito de Pirot. A sua população era de 25 habitantes segundo o censo de 2011.

## Demografia
| 1948 | 1953 | 1961 | 1971 | 1981 | 1991 | 2002 | 2011 |
| ---- | ---- | ---- | ---- | ---- | ---- | ---- | ---- |
| 447  | 408  | 423  | 428  | 460  | 405  | 371  | 25   |